# Рахман, Хабибур
Мухаммад Хабибур Рахман (бенг. মুহাম্মদ হাবিবুর রহমান; 3 декабря 1928, Муршидабад — 11 января 2014, Дакка) — бангладешский государственный деятель, и. о. премьер-министра Бангладеш (30 марта 1996 — 23 июня 1996).

## Биография
В 1951 году окончил Университет Дакки, затем продолжил обучение в Оксфордском университете в Великобритании.
Начал свою карьеру в качестве преподавателя истории в Университете Дакки в 1952 году. Позже он преподавал в Университете Раджшахи, где впоследствии занимал должность декана юридического факультета. В 1964 году сменил род деятельности и стал работать юристом. В 1976—1995 годах был судьёй Верховного суда.
Ушёл в отставку с должности судьи Верховного суда Бангладеш в 1995 году. В 1996 году исполнял обязанности премьер-министра Бангладеш.

## Смерть
Умер 11 января 2014 года в возрасте 85 лет в Объединённой больнице Гульшан, Дакка.